# پندوکی، لاهور
پندوکی (به انگلیسی: Pandoke) یک منطقهٔ مسکونی در پاکستان است که در پنجاب واقع شده‌است. پندوکی ۲۰۴ متر بالاتر از سطح دریا واقع شده‌است.